# Terry (Missisipi)
Terry – miasto w Stanach Zjednoczonych, w stanie Missisipi, w hrabstwie Hinds.